# Albaner in der Türkei
Die Albaner in der Türkei (albanisch Shqiptarët në Turqi, türkisch Türkiye Arnavutları) stellen mit etwa einer Million Personen eine große ethnische Minderheit in der Türkei dar, die offiziell jedoch nicht anerkannt ist. Etwa die Hälfte der Albaner wanderte nach dem Zweiten Weltkrieg in die Türkei ein. Auch eine Çamen-Minderheit aus dem griechischen Epirus ist Teil der albanischen Minderheit. Die Albaner in der Türkei sind überwiegend sunnitische Muslime hanafitischer Richtung oder Anhänger des Bektaschi-Ordens.

## Geschichte
Die Mehrheit der Albaner trat zum Islam über, nachdem ihre Siedlungsgebiete Teil des Osmanischen Reiches geworden waren. Als Angehörige der herrschenden Religion boten sich manchen von ihnen innerhalb des Reiches Beschäftigungs- und Karrieremöglichkeiten, zum Beispiel im Heer, in der Verwaltung und in den religiösen Institutionen. Im Rahmen dieser Tätigkeiten zogen sie in verschiedene Provinzen und in größerer Zahl auch in die Hauptstadt Istanbul. Sie assimilierten sich schnell an die türkischsprachige Umgebung. Viele von denen, die erst in der zweiten Hälfte des 19. Jahrhunderts aus Albanien gekommen waren, bewahrten sich im Zeitalter des Nationalismus ihr ethnisch-albanisches Bewusstsein. Ein Teil wurde in der albanischen Nationalbewegung aktiv. Anfang des 20. Jahrhunderts lebten Tausende Albaner in Istanbul; eine bedeutende albanische Gemeinde gab es auch in Izmir.

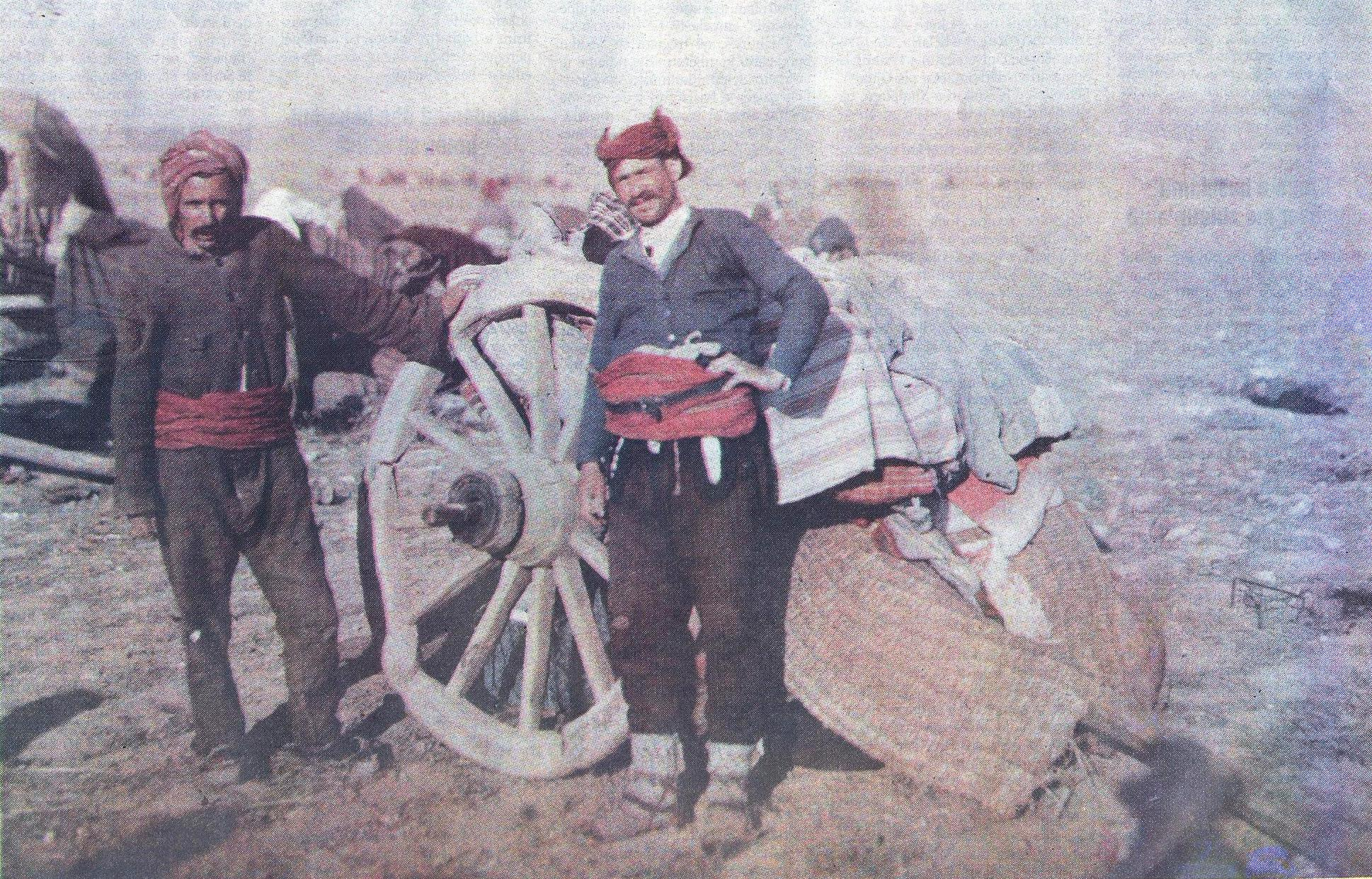
Muhaxhirë (albanische Flüchtlinge) 1912 bei der Einwanderung nach Anatolien

Nachdem große Teile des albanischen Siedlungsgebiets 1912 infolge des Ersten Balkankriegs an Serbien und Griechenland gefallen waren, übten die neuen Machthaber Druck auf die albanische Bevölkerung aus, das Land zu verlassen. Viele von ihnen emigrierten zwischen den Weltkriegen in die Türkei. Die erste Welle der Çamen-Albaner verließ Griechenland im Rahmen des Griechisch-Türkischen Bevölkerungsaustauschs von 1922.
Nach der Machtübernahme der Kommunisten 1944 unter Führung von Enver Hoxha in Albanien begannen diese, vor allem die Angehörigen der alten intellektuellen und religiösen Eliten zu verfolgen. In den ersten Jahren nach dem Krieg konnten noch einige Tausend Gegner der Kommunisten das Land verlassen und flüchteten unter anderem in die Türkei. Im Kosovo wurden die Albaner weiterhin von den jugoslawischen Behörden unterdrückt. Zehntausende muslimische Albaner wanderten deshalb bis Mitte der 1960er Jahre in die Türkei aus, die in jener Zeit als einziges Land Emigranten aus dem Kosovo aufnahm. Zwischen den Jahren 1944 und 1966 kamen insgesamt 450.681 Albaner in die Türkei.
Seit 1990 ist die Türkei auch Ziel von Arbeitsmigranten aus Albanien.

## Siedlungsgebiet
Albaner leben hauptsächlich in Istanbul sowie in weiteren Großstädten wie Ankara, Bursa, Izmir und Samsun. Des Weiteren gibt es von Albanern besiedelte Dörfer in den Provinzen Bursa, Düzce, Edirne, Eskişehir, Kırklareli, Sakarya und Samsun (Bafra).
Çamen-Albaner aus Griechenland besiedelten ab 1923 die Gebiete von Erenköy und Kartal in Istanbul sowie eine gewisse Anzahl von Städten in der Umgebung von Bursa, vor allem Mudanya. Nach dem Zweiten Weltkrieg siedelten sie sich vor allem in Izmir, Gemlik und Aydın an.

## Bekannte Albaner
* = väterlicherseits albanischer Abstammung
** = mütterlicherseits albanischer Abstammung

### Im Osmanischen Reich
- Koçi Bey – osmanischer Staatsmann und Reformer
- Enver Pascha** – osmanischer Politiker, Generalleutnant und Kriegsminister
- Namık Kemal** – osmanischer Dichter und Schriftsteller
- Abdurrahman Abdi Pascha – osmanischer Militärbefehlshaber und Würdenträger
- Tepedelenli Ali Pascha – osmanischer Pascha in Janina und Herrscher über das Epirus
- Şemseddin Sami – osmanischer Literat und bedeutender Aktivist der albanischen Nationalbewegung
- Ahmed İzzet Pascha – osmanischer Offizier und Großwesir

### In der Republik Türkei
- Mehmet Âkif Ersoy* – türkischer Dichter und Verfasser der türkischen Nationalhymne
- Ali Sami Yen – türkischer Fußballtrainer und Gründer von Galatasaray Istanbul; Sohn von Şemseddin Sami
- Candan Erçetin – türkische Pop-Sängerin
- Arif Erdem – türkischer Fußballspieler
- Ahmet Piriştina – türkischer Parlamentsabgeordneter und Oberbürgermeister Izmirs
- Yeşim Salkım – türkische Sängerin und Schauspielerin
- Hakan Şükür – türkischer Fußballspieler
- Müge Anlı – türkische Fernsehmoderatorin und Journalistin